# Thymoites crassipes
Thymoites crassipes là một loài nhện trong họ Theridiidae.
Loài này thuộc chi Thymoites. Thymoites crassipes được Eugen von Keyserling miêu tả năm 1884.